# Диск (носій інформації)
Диск (англ. disk, також англ. disc) — носій інформації, що являє собою круг з тонкої пластини, покритої шаром матеріалу, придатного для запису, зчитування та тривалого зберігання даних.